# Franz Brüning (Politiker, 1812)
Franz Anton Brüning (* 9. Februar 1812 in Enniger; † 25. Mai 1895) war ein deutscher Gutsbesitzer und Politiker (Zentrum/Konservativ).
Brüning lebte als Gutsbesitzer in Enniger. Dort war er auch Bürgermeister sowie Amtmann und später Ehrenamtmann	im Amt Vorhelm. Brüning, der katholischer Konfession war, vertrat politisch zunächst konservative Positionen und schloss sich später dem Zentrum an. In einer Vielzahl von Wahlperioden war er Mitglied im Provinziallandtag der Provinz Westfalen. So war er 1854 (als Stellvertreter), 1856 bis 1858, 1865 bis 1868, 1871 (als Stellvertreter), 1877 bis 1882 und 1885 (als Stellvertreter) für den Stand der Landgemeinden im Wahlbezirk Ost-Münster für die Kreise Beckum und Warendorf Abgeordneter. Nach der Wahlrechtsreform wurde er im Wahlkreis Beckum 1887 bis 1892 erneut in den Provinziallandtag gewählt. 1887 bis 1890 war er Alterspräsident des Provinziallandtags. Er war auch Mitglied des preußischen Abgeordnetenhauses.